# Сандра Домене
Сандра Домене (ісп. Sandra Domene, 4 квітня 2000) — іспанська ватерполістка.
Призерка Чемпіонату світу з водних видів спорту 2017 року.